# Ateleopus purpureus
Espèce
Ateleopus purpureus est un poisson Ateleopodiformes.

## Référence
- Tanaka, 1915 : Ten new species of Japanese fishes. Dobutsugaku Zasshi (Zoological Magazine Tokyo) 27-325 p. 565-568.